# Конфокальний мікроскоп

Принцип конфокального мікроскопу

Конфокальний мікроскоп використовує спеціальний метод оптичного картування, щоб збільшити оптичну роздільну здатність та контрастність реєструючого приладу. Цей метод застосовує точкове освітлення та діафрагму з мініатюрним отвором, встановлену перед детектором, щоб прибрати розсіяне позафокусне світло. Конфокальний мікроскоп дозволяє реконструювати на основі отриманих зображень тривимірну структуру досліджуваного зразка. Цей метод здобув широку популярність в наукових та індустріальних колах й застосовується для перевірки напівпровідників, матеріалознавстві, біології та спінтроніці (зокрема для вивчення властивостей NV-центрів).

## Основний принцип

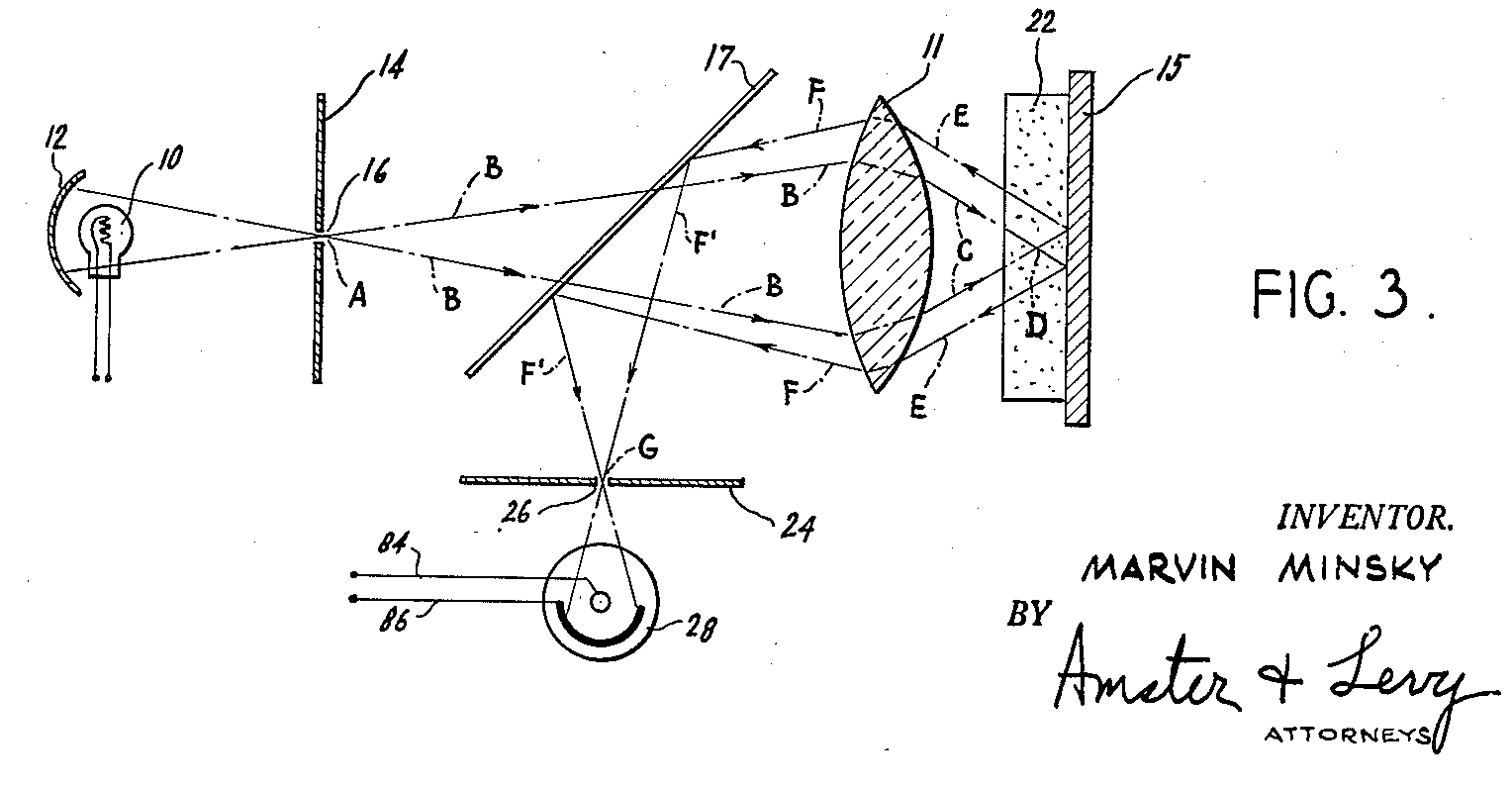
Оптична схема конфокального мікроскопа запатентованого Марвіном Мінскі у 1957р.

Принцип конфокального картування був запатентований у 1957 році Марвіном Мінскі й дизайнований обійти обмеження щодо роздільної здатності, котрі мають місце у звичайних ширококутних флюоресцентних мікроскопах. У звичайному (наприклад ширококутному) флюоресцентному мікроскопі весь зразок рівномірно освітлюється джерелом світла. Всі точки опроміненої поверхні зразка збуджуються одночасно й, відповідно, продукована Флюоресценція, світло якої реєструється фотоприймачем чи камерою мікроскопа, включає в себе також значний сигнал від точок поверхні зразка, що перебувають поза фокусною площиною. На відміну від звичайного мікроскопу, конфокальний мікроскоп використовує точкове джерело світла, яке освітлює на певний момент часу лише малу ділянку поверхні зразка, та розташовану перед приймачем діафрагму з мініатюрним отвором, яка блокує розсіяне в мікроскопі світло та сигнал від точок зразка, що розташовані поза фокусною площиною. Цей принцип блокування світла від точок, розташованих поза фокусною площиною, ще називають конфокальним, що відображено у назві мікроскопу. Оскільки лише флюорисцентне світло продуковане у фокальній площині (або дуже близько від неї) може бути зареєстрованим фотоприймачем мікроскопу, то оптична роздільна здатність отриманого зображення буде більшою, ніж у звичайних ширококутних мікроскопів. Проте, завдяки блокуванню значної частини світла, інтенсивність зареєстрованого сигналу буде значно меншою й, відповідно, конфокальний мікроскоп здебільшого потребує більш довгу експозицію зразка за одне вимірювання. 
Оскільки лише невелика ділянка зразка освітлюється точковим джерелом в певний момент часу, то для отримання двохвимірного чи трьохвимірного зображення необхідно провести растрове сканування зразка (наприклад сканування окремими квадратними ділянками, або сканування паралельними смугами). Товщина фокальної площини загалом залежить від розміру отвору в діафрагмі й від довжини хвилі опромінюючого світла, поділеного на числову апертуру лінзи об'єктива, а також від оптичних властивостей самого зразка. Можливість застосування тонкого оптичного секціювання робить цей тип мікроскопів дуже зручними для тривимірного картування зразка та для реконструювання його профілю поверхні.

## Типи
На сьогодні три типи конфокальних мікроскопів виробляються промислово:
- Конфокальний лазерний скануючий мікроскоп
- Конфокальний мікроскоп з диском, що обертається
- Програмована ґратка мікроскопів (англ. Programmable Array Microscopes-PAM)

## Зображення

3D-реконструкція конфокального зображення нейральних клітин.
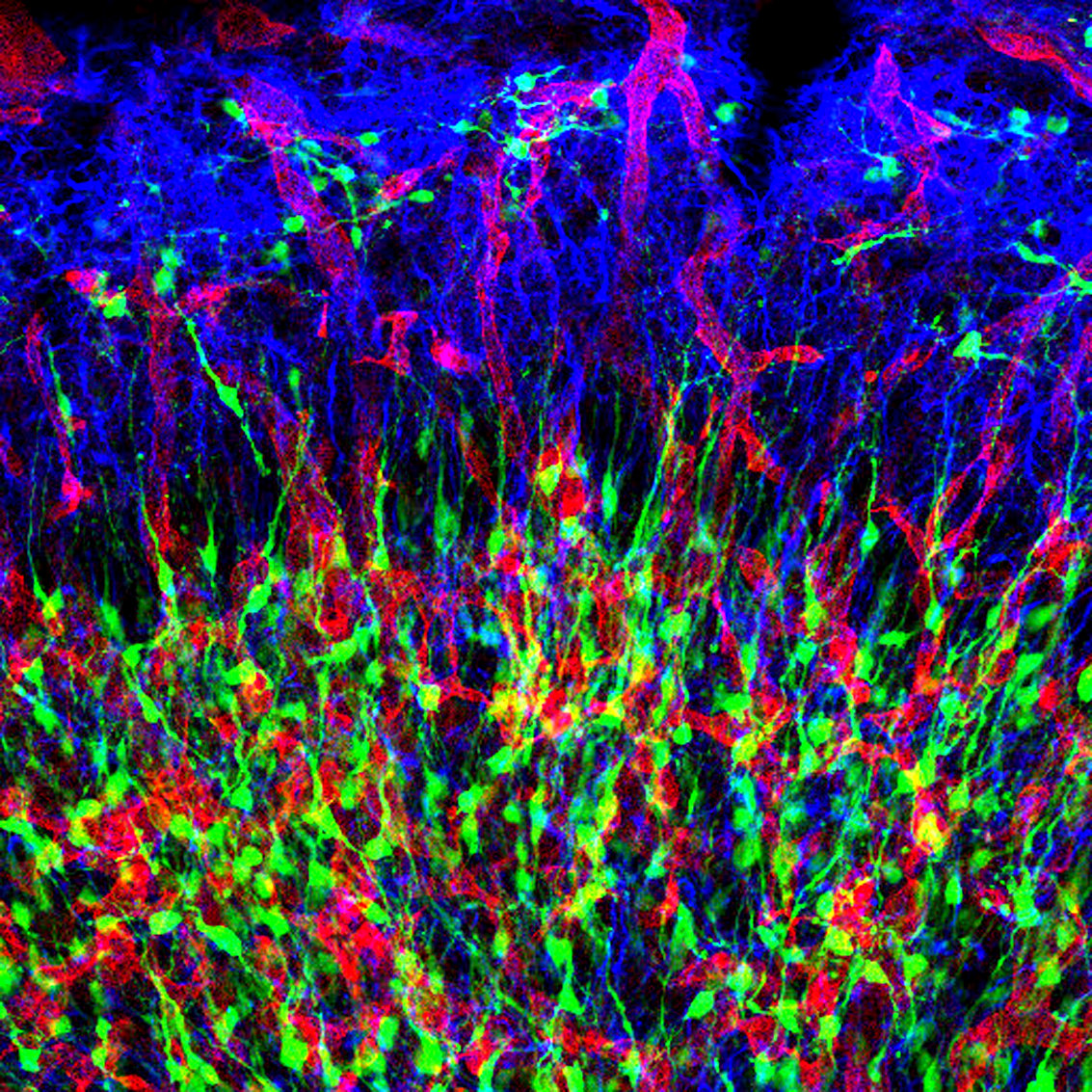
Конфокальна мікрофотографія GFP-позитивних нейральних клітин нюхової цибулини щура.
Конфокальна мікрофотографія олігодендроцитів, пофарбованих антитілами Rip (зелений колір), у головному мозку дорослих мишей. Ядра клітин пофарбовані Hoechst-33342 (синій колір)
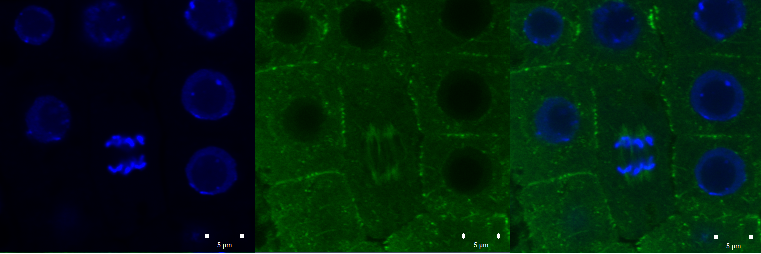
Конфокальна мікрофотографія мітотичних мікротрубочок зелений сигнал від анти-тубуліну, кон’югованого з барвником та ядра блакитний сигнал від ядра у клітинах меристеми головних коренів чотириденних проростків Arabidopsis thaliana (Col-0) Зображення отримано за допомогою лазерного скануючого конфокального мікроскопа Zeiss 710 (Carl Zeiss, Germany). Масштаб мікрофотографії: 5 мкм.
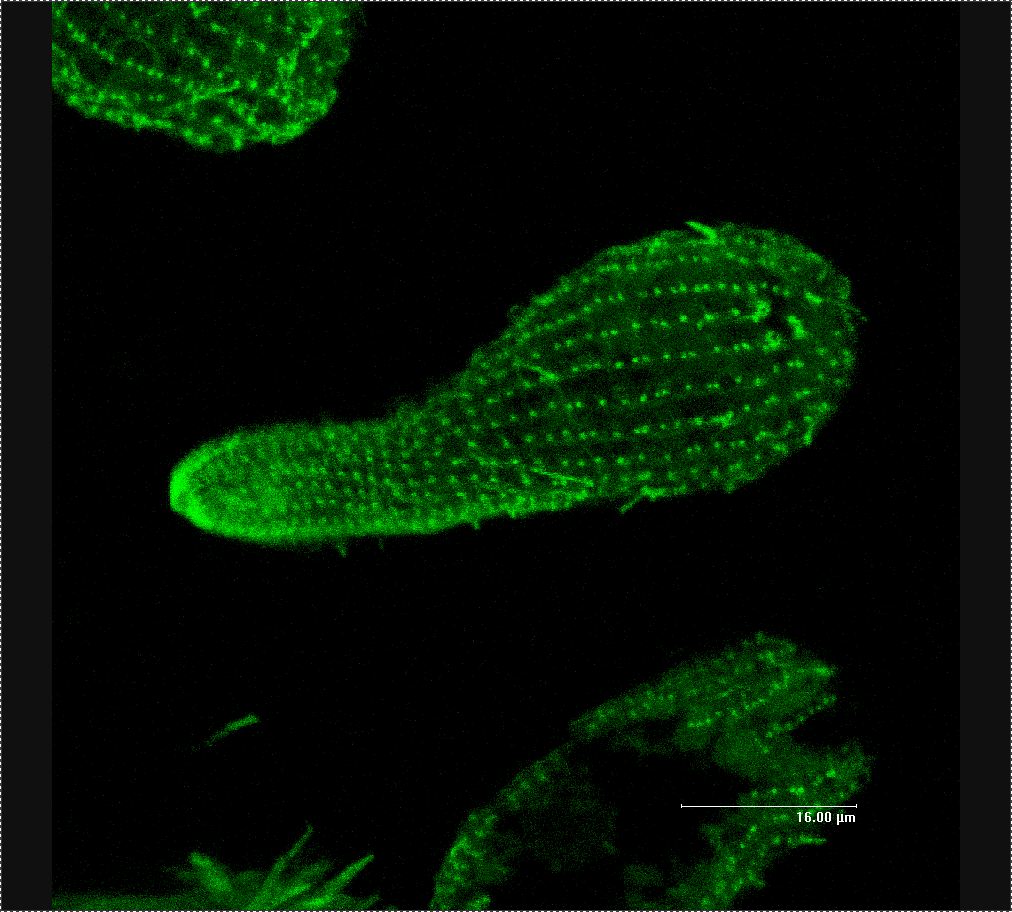
β-tubulin in Tetrahymena (a ciliated protozoan).
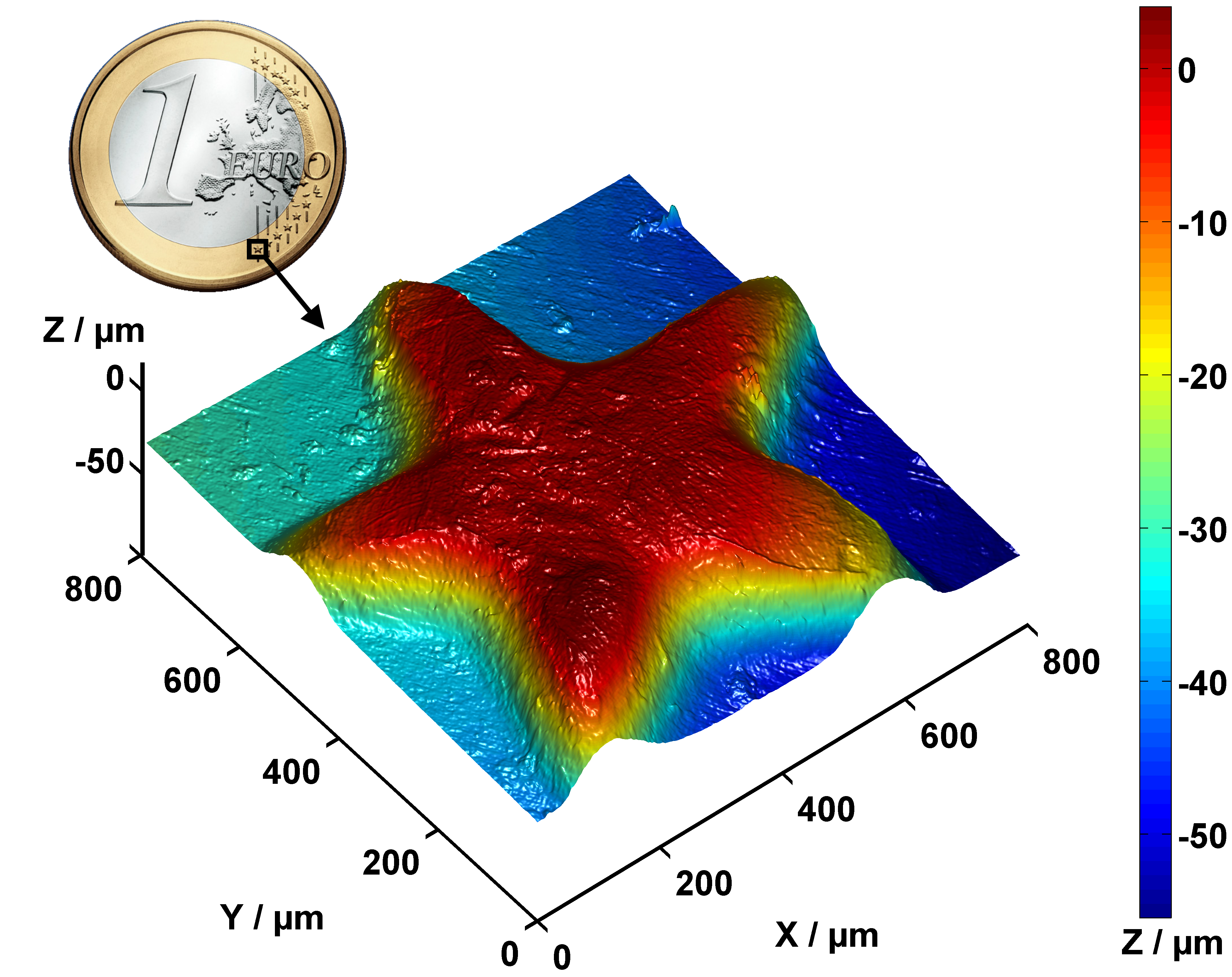
Partial surface profile of a 1-Euro coin, measured with a Nipkow Disk Confocal Microscope.
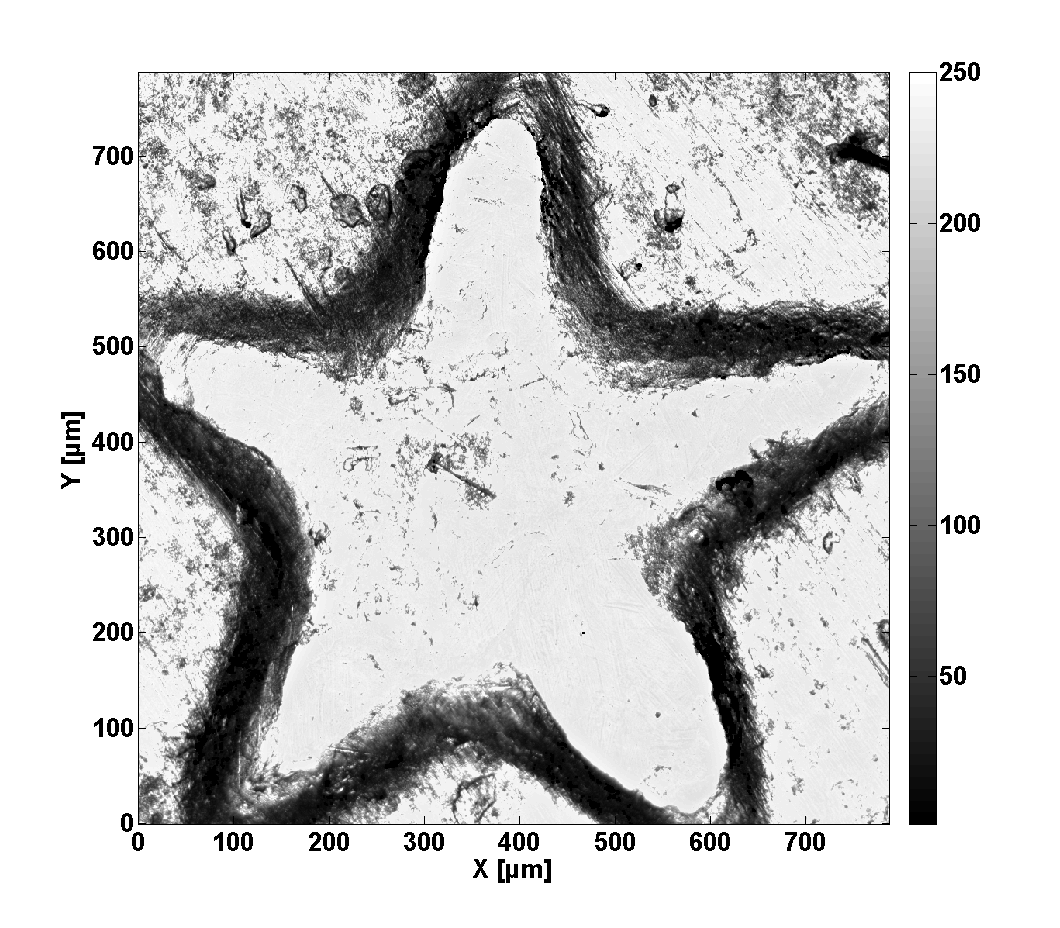
Reflection data for 1-Euro coin.
Cross section at y=200 through profile of 1-Euro coin.